# Fracción Roja del Partido Comunista de Chile
La Fracción Roja del Partido Comunista de Chile es una organización autodenominada guerrillera de extrema izquierda que pregona el marxismo-leninismo-maoísmo en Chile.

## Descripción
La Fracción Roja se originó como un conjunto de militantes de izquierda, seguidores del Pensamiento Gonzalo a finales del siglo XX, la ideología era importada del Partido Comunista del Perú-Sendero Luminoso (PCP-SL), una organización considerada terrorista por el Estado peruano.

## Ideología
La doctrina del del movimiento se basa en el pensamiento Gonzalo, una posición radical del marxismo-leninismo-maoísmo, y el antirrevisionismo. Originalmente tenía como objetivo transportar a territorio chileno el pensamiento de Sendero Luminoso, incluso luego de la derrota de PCP-SL en Perú entre las décadas de 1980 y 2000; pero actualmente se encuentra en una posición marginal frente a otros pensamientos de izquierda más progresistas y respetuosos con la transición democrática chilena.
También forma parte del Movimiento Comunista Internacional, un conjunto de grupos seguidores del Pensamiento Gonzalo que exigían la liberación de Abimael Guzmán, líder y fundador del PCP-SL.
Esta organización tiene relación directa con otros grupos gonzalistas, como el Partido Comunista de Ecuador - Sol Rojo, el Partido Comunista de Brasil (Fracción Roja), el Comité Base Mantaro Rojo, Frente Revolucionario del Pueblo (Marxista-Leninista-Maoísta) de Bolivia y la Asociación de Nueva Democracia Perú-Alemania.